# 孫一脉
孫一脉，字六子，山東沂州人，明朝政治人物、同進士出身。

## 生平
崇禎三年（1630年）舉庚午科山東鄉試，崇禎十三年（1640年）庚辰科进士，召對稱旨，授翰林检讨，在史馆多所論著。給假歸里，後徜徉不仕，自號西山居士，祀鄉賢。